# Trimeresurus kuiburi
Trimeresurus kuiburi — вид отруйних змій родини гадюкових (Viperidae). Описаний у 2021 році.

## Поширення
Ендемік Таїланду. Вид ізольований з прибережного гірського масиву і Національного парку Кхаосамройот в окрузі Куй-Бурі в провінції Прачуапкхірікхан на півдні країни.

## Опис
Змія завдовжки до 45 см. Тіло зеленого кольору з поєднанням червоних/фіолетових смуг.